# お白洲
お白洲（おしらす）は、江戸時代の奉行所など訴訟機関における法廷が置かれた場所。

## 概要
文化7年（1810年）作成の江戸南町奉行所の平面図によれば、最上段には町奉行をはじめとする役人が座る「公事場」と呼ばれる座敷が設けられており、対して最下段には「砂利敷」が設置され、その上に敷かれた莚に原告・被告らが座った。もっとも、武士（浪人を除く）や神官・僧侶・御用達町人などの特定の身分の人々は「砂利敷」には座らず、2段に分かれた座敷の縁側に座った。武士・神官・僧侶は上縁（2段のうちの上側の縁側）に座ることから上者、それ以外は下縁（2段のうちの下側の縁側）に座ったために下者と呼ばれた。一方、役人のうち与力は奉行より少し下がった場所に着座したが、同心は座敷・縁側に上がることは許されず、砂利敷の砂利の上に控えていた。
お白洲には突棒・刺股・拷問用の石などが置かれた。これらは実際の使用よりも、原告・被告に対する威嚇効果のために用いられたと考えられている。なお、奉行所のお白洲には屋根が架けられるか、屋内の土間に砂利を敷いてお白洲として用いており、時代劇などに見られる屋外に白砂利敷の風景ではなかった。
お白洲とは、「砂利敷」に敷かれた砂利の色に由来している。もっとも古い時代には土間がそのまま用いられており、白い砂利敷となったのは時代が下る。白い砂利を敷いたのは、白が裁判の公平さと神聖さを象徴する色であったからと言われている。
日本の推理小説や時代劇において、奉行所での取り調べを主題とするジャンルは「お白洲もの」と呼ばれている。